# Frederic C. Walcott

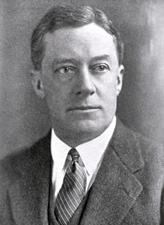
Frederic C. Walcott

Frederic Collin Walcott (* 19. Februar 1869 in New York Mills, Oneida County, New York; † 27. April 1949 in Stamford, Connecticut) war ein US-amerikanischer Politiker der Republikanischen Partei, der den Bundesstaat Connecticut im US-Senat vertrat.

## Leben
Nach dem Besuch der öffentlichen Schule in Utica machte Frederic Walcott seinen Abschluss an zwei weiterführenden Schulen in Lawrenceville (New Jersey) und Andover (Massachusetts), ehe er 1891 an der Yale University graduierte. 1907 zog er nach New York City, wo er sich als Fabrikant von Baumwollkleidung und im Bankgeschäft betätigte. Die dort aufgebauten Geschäftsbeziehungen pflegte er auch nach seinem Umzug nach Norfolk (Connecticut) weiter.
Während des Ersten Weltkrieges war Walcott für die Bundesbehörde für Lebensmittel tätig. Von 1923 bis 1928 war er Präsident der staatlichen Fischerei- und Wild-Aufsichtsbehörde, von 1925 bis 1928 zudem Vorsitzender der Wasserkommission von Connecticut.
Sein erstes politisches Mandat erhielt er 1925 mit der Wahl in den Senat von Connecticut, dem er bis 1929 angehörte; ab 1927 war er dort der Präsident pro tempore. Ab dem 4. März 1929 war er Mitglied des US-Senats. Nachdem ihm die Wiederwahl 1934 verwehrt geblieben war, endete seine Amtszeit in Washington am 3. Januar 1935. Danach kehrte er nach Connecticut zurück, wo er staatlicher Wohlfahrtsbeauftragter wurde (bis 1939). Von 1941 bis 1948 gehörte er dem Leitungsgremium der Smithsonian Institution an.
In der Antarktis ist das Kap Walcott nach ihm benannt.